# Politika (Aristotelés)

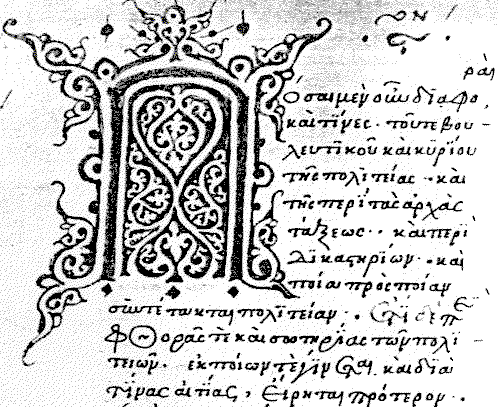
Řecký rukopis Aristotelovy Politiky z roku 1493

Politika, řecky Πολιτικά, je spis starořeckého filozofa Aristotela. Aristotelem zavedený novotvar „politika“ v názvu značí „věci týkající se polis (neboli obce)“. Pojem se stal ve většině jazyků základem označení politiky, tedy procesů rozhodování ve společnostech. Aristotelův text je v podstatě kurz určený k vyškolení odborníků, kteří by reformovali zákony, nebo vytvořili zákony nové. Část obsahu tvoří popis dějin řeckých městských států - válek, intrik a politického dění. Aristotelés rovněž shromáždil 158 ústav různých městských států, aby je prozkoumal a poukázal na jejich silné a slabé stránky. Zejména tato část má mimořádnou cenu pro historiografické pochopení fungování starověké řecké společnosti. Právě tímto faktografickým, popisným a analytickým stylem se Aristotelova Politika liší od podobných starších textů, zejména Platónovy Republiky. Nelze vyloučit, že Politika původně tvořila jeden soubor spolu s jiným Aristotelovým spisem, Etikou Nikomachovou. Rok prvního vydání je nejasný, nicméně v knize je zmínka o atentátu na Filipa II. Makedonského, ke kterému došlo v roce 336 př. n. l. Víme tedy, že alespoň část díla byla vytvořena po tomto datu. Dalším limitem je datum Aristotelova vyhnání z Athén v roce 322 př. n. l. (Aristoteles byl Makedonec, který nikdy nebyl občanem žádné řecké polis, a po makedonské okupaci Řecka se stala jeho pozice poněkud politicky ožehavou a nakonec vedla k jeho vyhnanství; jeho pozice cizince a neobčana nicméně předurčovala jistý odstup a odtud také pramenila výše uvedená analytičnost díla). Aristotelova Politika měla zásadní a setrvalý vliv nejen na evropské politické myšlení, ale i na arabské středověké úvahy o společnosti.

## Obsah
Kniha je rozdělena na osm částí. V první části Aristoteles vysvětluje rozdíl mezi polis a jinými skupinami, jako jsou domácnost nebo vesnice. Aristoteles zde pronáší známý výrok, že člověk je „politickým zvířetem“ (zoon politikon). Dochází též k závěru, že „stát je výtvor přírody“. Zabývá se též majetkem a odmítá úrok, který je dle něj „v rozporu s přirozeností“. Jeho rozjímání o rozdílu mezi ctností muže, ženy, dítěte či otroka je někdy považováno za misogynské.
Druhá část je věnována otázce ideální správy. Naplňuje ji zejména polemika s Platónovou Republikou, zejména s ideou společného majetku, který by podle Aristotela přinesl spíše více konfliktů, než aby je odstranil. Komentuje též úvahy o ideálním uspořádání města a společnosti Hippodama z Milétu a některých dalších autorů. Poté analyzuje tři existují systémy správy: spartský, krétský a kartaginský. Komentuje též některé Solónovy reformy.
Třetí část je věnována tématu občanství. Nedoporučuje občanství rozšířit na ženy, otroky, dělníky či cizince (ač sám cizincem v Athénách byl). Také klasifikuje různé druhy ústav. Zdůrazňuje, že spravedlnost znamená víc než jen soulad s ústavními normami: cokoli ničí zdraví společnosti, není spravedlivé, i když to bylo provedeno legálně. V kapitole 11 vysvětluje „moudrost davu“: i když žádný z jednotlivců není nijak zvlášť kvalifikovaný k rozhodování o věcech veřejných, v souhrnu jejich rozhodnutí kvalifikované je, soudí Aristoteles, čímž silně ovlivnil další myslitele zabývající se tématem demokracie. Argumentuje proti myšlence, že by otěže státu měli držet mimořádně ctnostní lidé. Naopak varuje, že takoví se mohou stát zdrojem společenské nestability. Definuje jakýsi zákonitý a přirozený cyklus vývoje každé společnosti: nutně vždy počíná aristokracií, ta se nevyhnutelně zvrhává v oligarchii, tu vystřídá zákonitě tyranie, jejíž nesnesitelnost nutně vede k nastolení demokracie. To je důvod, proč se dle Aristotela žádný stát nemůže demokracii koneckonců vyhnout.
V další, čtvrté části, se k jednotlivým typům zřízení vrací a normativně je hierarchizuje. Za nejvyšší formu společnosti označuje aristokracii, za nejnižší tyranii. Demokracii vidí v hierarchii někde uprostřed, mj. proto, že je odsouzena strpět demagogy. Ideální demokracie je podle něj směsí oligarchie a demokracie.
V páté části se Aristotelés zabývá otázkou, jak vzniká politická nestabilita v jednotlivých typech systémů. Demokracii podle něj nejčastěji svrhnou demagogové, kteří se buď sami stanou tyrany, nebo vyprovokují ohrožené oligarchy k převzetí moci, aby zabránili populistickému povstání, jež by ohrozilo jejich majetek a postavení. Demokracie mohou také regredovat v horší formy demokracie, pokud příliš mnoho lidí dostane hlasovací právo a hlavním způsobem, jak získat politickou moc, se stane volební agitace a podbízení se voličům. Aristotelés velmi průkopnicky také hovoří o tom, že každý systém nejlépe stabilizuje silná a bezpečně se cítící „střední třída“.
V šesté části se autor věnuje tomu, co má obsahovat demokratická ústava. Aristotelés se přitom přimlouvá za dvoukomorová shromáždění, do jednoho by měl volit všechen lid, druhá komora by měla být oligarchická, nástroj bohatých ve společnosti. Když se komory neshodnou, má se podle Aristotela sejít shromáždění obou komor a váha hlasu se má v něm přepočítat podle majetku. Aristoteles bazíruje na tom, že demokratická ústava musí zvýhodnit bohaté, ale ti by měli lid upokojit veřejnými investicemi ze soukromých peněz. Důležitým nástrojem ke stabilizaci demokracie je prý také zabránit koncentraci vlastnictví půdy.
V sedmé části se autor věnuje tématu vzdělání. To je klíčové pro to, že zdravý stát se neobejde bez ctnostných občanů. Aristoteles doporučuje výchovný režim, který by dobře formoval charakter občanů již od dětství. Rozděluje přitom v člověku tři různé sféry: přirozenost, iracionální část a racionální část. První sféru nemůže stát ovlivnit (ač doporučuje prozkoumat možnosti eugeniky v této věci), druhou část lze podle Aristotela formovat a krotit zejména v dětství, význam přitom přikládá i dobré prenatální a časné postnatální péči. Racionální část se formuje až s dospělostí. Aristoteles zkoumá též některé „přízemní“ faktory úspěchu polis: rozsah území, velikost populace, přístup k moři a vliv klimatu.
Osmá část navazuje na předchozí a znovu zkoumá problém vzdělávání, z praktického hlediska. Doporučuje začít s gymnastickým cvičením již v raném věku, ale „nezbláznit se jako Sparťané“ a nedělat ze všech dětí bojovníky. Velkou roli též přisuzuje hudební výchově. Hudební vzdělávání je podle Aristotela ideálním způsobem, jak se naučit žít.